# Список плазунів Японії
Це список плазунів, що трапляються на території Японії. Фауна Японії включає 87 видів плазунів: 43 види ящірок, 45 видів змій і 13 видів черепах.

## РядЛускаті(Squamata)

### Ящірки(Lacertilia)

#### Агамові (Agamidae)
- Diploderma polygonatum
- Diploderma swinhonis  LC  (інтродукований[1])

#### Dactyloidae
- Аноліс каролінський, Anolis carolinensis  LC  (інтродукований[1])

#### Еублефарові(Eublepharidae)
- Goniurosaurus splendens  EN  (ендемік)
- Еублефар японський, Goniurosaurus kuroiwae  VU  (ендемік)
- Goniurosaurus orientalis  EN  (ендемік) (MoE: CR)
- Goniurosaurus toyamai  CR  (ендемік)
- Goniurosaurus yamashinae  CR  (ендемік)

#### Геконові(Gekkonidae)
- Gehyra mutilata
- Gekko hokouensis  LC
- Gekko japonicus  LC
- Gekko tawaensis  LC  (ендемік)
- Gekko yakuensis  NT  (ендемік)
- Gekko shibatai  VU  (ендемік)
- Gekko vertebralis  LC  (ендемік)
- Hemidactylus frenatus  LC
- Hemidactylus bowringii  LC
- Hemiphyllodactylus typus (інтродукований[1])
- Lepidodactylus lugubris
- Perochirus ateles  VU

#### Ігуанові(Iguanidae)
- Ігуана звичайна, Iguana iguana  LC  (інтродукований[1])

#### Ящіркові(Lacertidae)
- Довгохвостка амурська, Takydromus amurensis
- Takydromus smaragdinus  NT  (ендемік)
- Takydromus tachydromoides  LC  (ендемік)
- Takydromus toyamai  EN  (ендемік)
- Takydromus dorsalis  EN  (ендемік)
- Ящірка живородна, Zootoca vivipara  LC

#### Сцинкові(Scincidae)
- Ateuchosaurus pellopleurus  LC  (ендемік)
- Cryptoblepharus nigropunctatus  NT  (ендемік)
- Emoia atrocostata
- Plestiodon barbouri  VU  (ендемік)
- Японський сцинк, Plestiodon latiscutatus   LC  (ендемік)
- Plestiodon kishinouyei  VU  (ендемік)
- Plestiodon okadae
- Plestiodon marginatus  NT  (ендемік)
- Plestiodon oshimensis  NT  (ендемік)
- Plestiodon takarai  DD  (ендемік)
- Plestiodon elegans  LC
- Plestiodon stimpsonii  NT  (ендемік)
- Plestiodon finitimus  LC
- Plestiodon japonicus  LC  (ендемік)
- Plestiodon kuchinoshimensis  VU  (ендемік)
- Scincella boettgeri  LC  (ендемік)
- Scincella vandenburghi  LC

### Змії(Serpentes)

#### Каламарієві(Calamariidae)
- Calamaria pavimentata  LC
- Calamaria pfefferi  EN  (ендемік)

#### Полозові(Colubridae)
- Полоз тонкохвостий, Elaphe taeniura
- Полоз малолускатий, Elaphe quadrivirgata  LC
- Полоз острівний, Elaphe climacophora  LC  [2]
- Elaphe carinata
- Полоз японський, Euprepiophis conspicillata  LC
- Lycodon semicarinatus  LC  (ендемік)
- Дінодон східний, Lycodon orientalis  LC  (ендемік)
- Дінодон червонопоясний, Lycodon rufozonatus  LC
- Вовкозуб формозький, Lycodon ruhstrati  LC
- Lycodon multifasciatus  LC  (ендемік)
- Ptyas semicarinatus  LC  (ендемік)
- Ptyas herminae  LC  (ендемік)
- Тигровий вуж, Rhabdophis tigrinus

#### Аспідові(Elapidae)
- Emydocephalus ijimae  LC
- Морська змія кільчаста, Hydrophis cyanocinctus  LC
- Hydrophis melanocephalus  DD
- Морська змія вишукана, Hydrophis ornatus  LC
- Морська змія коротка, Hydrophis curtus  LC
- Дістейра Стокса, Hydrophis stokesii  LC
- Hydrophis viperinus  LC
- Пеламіда двоколірна, Hydrophis platurus  LC
- Морський крайт звичайний, Laticauda laticaudata  LC
- Великий морський крайт, Laticauda semifasciata  NT
- Морський крайт жовтогубий, Laticauda colubrina  LC
- Sinomicrurus japonicus  NT  (ендемік)
- Кораловий аспід МакКлеланда, Sinomicrurus macclellandi

#### Вужеві(Natricidae)
- Hebius vibakari
- Hebius pryeri  LC  (ендемік)
- Hebius ishigakiense  NT  (ендемік)
- Hebius concelarum  EN  (ендемік)
- Opisthotropis kikuzatoi  CR  (ендемік)

#### Равликоїдові(Pareatidae)
- Pareas iwasakii  NT  (ендемік)

#### Сліпуни(Typhlopidae)
- Сліпун брамінський, Indotyphlops braminus (інтродукований[1])

#### Гадюкові(Viperidae)
- Щитомордник східний, Gloydius blomhoffii  LC
- Gloydius tsushimaensis  LC  (ендемік)
- Ovophis okinavensis  LC  (ендемік)
- Protobothrops elegans  LC  (ендемік)
- Протоботропс жовто-зелений, Protobothrops flavoviridis  LC  (ендемік)
- Protobothrops mucrosquamatus  LC  (інтродукований[1])
- Protobothrops tokarensis  VU  (ендемік) (MoE: NT)

#### Ксенодермові(Xenodermatidae)
- Achalinus werneri  NT  (ендемік)
- Achalinus formosanus  LC
- Achalinus spinalis  LC

## Черепахи(Testudines)

### Морські черепахи(Cheloniidae)
- Довгоголова морська черепаха, Caretta caretta  VU
- Зелена черепаха, Chelonia mydas  EN
- Бісса, Eretmochelys imbricata  CR
- Оливкова морська черепаха, Lepidochelys olivacea  VU

### Безщиткові черепахи(Dermochelyidae)
- Шкіряста черепаха, Dermochelys coriacea   VU

### Кайманові черепахи(Chelydridae)
- Кайманова черепаха, Chelydra serpentina   LC  (інтродукований[1])

### Прісноводні черепахи(Emydidae)
- Червоновуха черепаха звичайна, Trachemys scripta  LC  (інтродукований[1])

### Азійські прісноводні черепахи(Geoemydidae)
- Черепаха жовтообідкова, Cuora flavomarginata  EN
- Черепаха японська, Geoemyda japonica  EN  (ендемік)
- Водяна черепаха японська, Mauremys japonica  NT  (ендемік)
- Черепаха Рівза, Mauremys reevesii  EN  (інтродукований[1])
- Водяна черепаха жовта, Mauremys mutica  EN

### Трикігтеві черепахи(Trionychidae)
- Китайська м'якотіла черепаха, Pelodiscus sinensis  VU